# Zakrzów (Witostowice)
Zakrzów – przysiółek wsi Witostowice w Polsce, położony w województwie dolnośląskim, w powiecie ząbkowickim, w gminie Ziębice.
W latach 1975–1998 przysiółek administracyjnie należał do województwa wałbrzyskiego.

## Nazwa
Według Heinricha Adamy'ego nazwa miejscowości pochodzi od polskiej nazwy krzaka. W swoim dziele o nazwach miejscowych na Śląsku wydanym w 1888 roku we Wrocławiu jako najwcześniejszą nazwę miejscowości wymienia obecną polską formę Zakrzów podając jej znaczenie "Hinter dem Busche" czyli po polsku miejscowość " leżąca za krzakami, zaroślami".